# Juliusz Kossak
Juliusz Fortunat Kossak (Nowy Wiśnicz, 15 de dezembro de 1824 — Cracóvia, 3 de fevereiro de  1899) foi um pintor polonês e mestre ilustrador especializado em cenas de batalha, retratos militares e cavalos. Ele foi o progenitor de uma família artística dos Kosaak que durou quatro gerações, pai do pintor Wojciech Kossak e avô do pintor Jerzy Kossak.

## Biografia
Juliusz Kossak cresceu em Lviv durante as partições militares da Polônia. Ele obteve um diploma em Direito na Universidade de Lviv,incentivado por sua mãe. Ao mesmo tempo, estudou pintura com Jan Maszkowski e Piotr Michałowski. Começando em 1844, Kossak trabalhou em comissões para a aristocracia local em Małopolska, Podolia e Wolyn. Ele se casou com Zofia Gałczyńska em 1855 e juntos partiram para Paris, onde passaram cinco anos. Seus filhos nasceram lá, os irmãos gêmeos: Wojciech e Tadeusz (na véspera de Ano Novo de 1856-1857) e o jovem Stefan em 1858. A família veio para Varsóvia em 1860, onde Kossak obteve uma posição como ilustrador principal e gravador para a revista Tygodnik Illustrowany. Eles se mudaram para Munique por um ano e em 1868 se estabeleceram em Cracóvia com cinco filhos já. Kossak comprou uma pequena propriedade lá, conhecida como Kossakówka, famosa pelo salão artístico e literário freqüentado por Adam Asnyk, Henryk Sienkiewicz, Stanislaw Witkiewicz, Józef Chełmoński e muitos outros. Juliusz Kossak viveu e trabalhou lá até o fim de sua vida. Em 1880 ele foi premiado com a Cruz da Ordem de Mérito pelo imperador Francisco José I da Áustria-Hungria por suas realizações ao longo da vida como artista.

## Trabalho
Kossak exibiu seu trabalho em solo polonês e no exterior desde 1854. Seu meio preferido era aquarela, tanto em formatos menores e maiores. Ele foi o precursor de uma escola polonesa de pintura de cena de batalha, com seu assunto principal girando em torno do que era de grande preocupação para os poloneses que se opunham à ocupação militar de seu país. Ele foi o autor de mais de uma dúzia de pinturas panorâmicas retratando a cavalaria polonesa em batalha e em ações militares contra invasores estrangeiros.

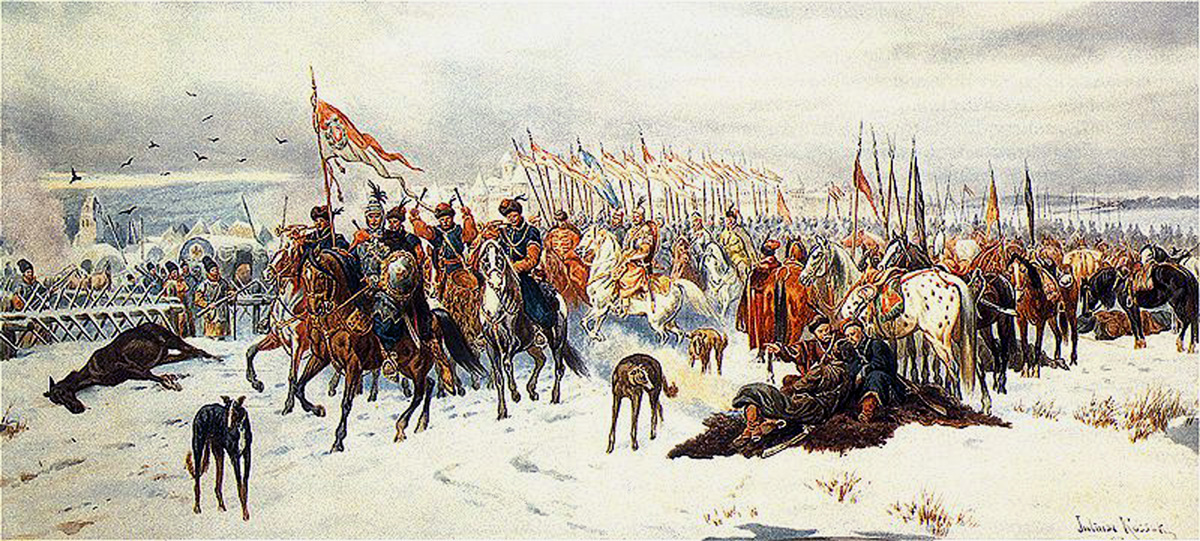
Juliusz Kossak, O Alívio de Smolensk pelas forças polonesas durante a guerra polaco-moscovita (1605–1816). A pintura reflete um período histórico em que os poloneses poderiam enfrentar os russos em igualdade de condições, diferentemente de sua posição subserviente na vida do pintor.

Kossak produziu também uma série de retratos em óleo para famílias nobres polonesas, incluindo Fredro, Gniewosz, Tyszkiewicz, Lipski e o clã Morstin. Suas cenas rústicas e pastorais incluíam feiras de cavalos, casamentos no campo, excursões de caça no inverno, cenas mitológicas e cavalariças. Ele também produz uma série de ilustrações de literatura épica polonesa como Pan Tadeusz de Adam Mickiewicz, romances de Henryk Sienkiewicz, obras de Wincenty Pol, Jan Chryzostom Pasek e outros. Ele projetou várias medalhas honorárias para as fundições de Cracóvia.

## Galeria

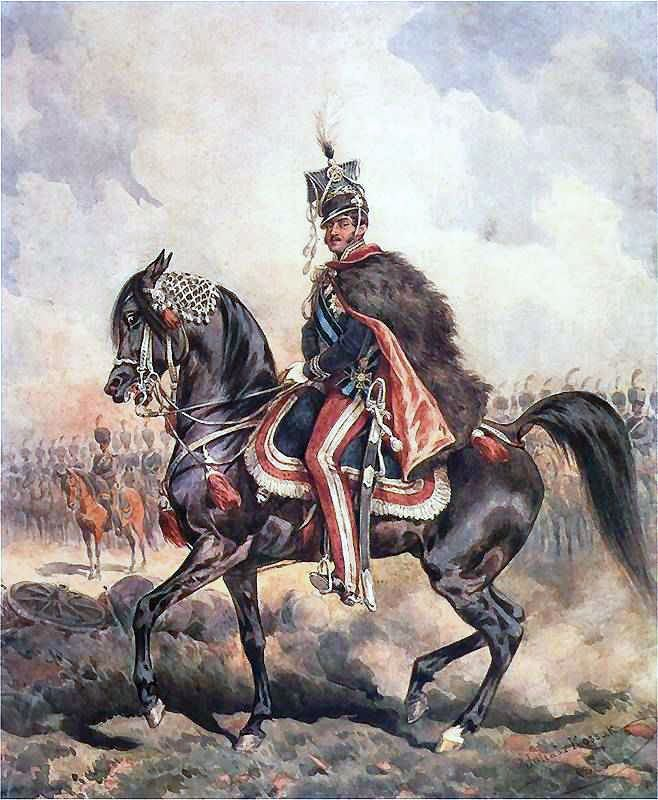
Príncipe Józef Antoni Poniatowski
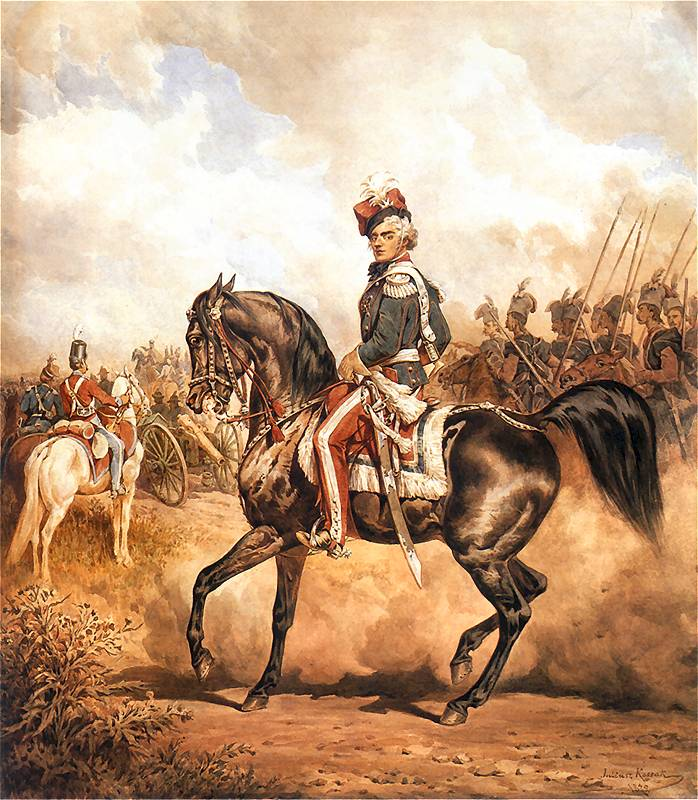
Eustachy Eramz Sanguszko
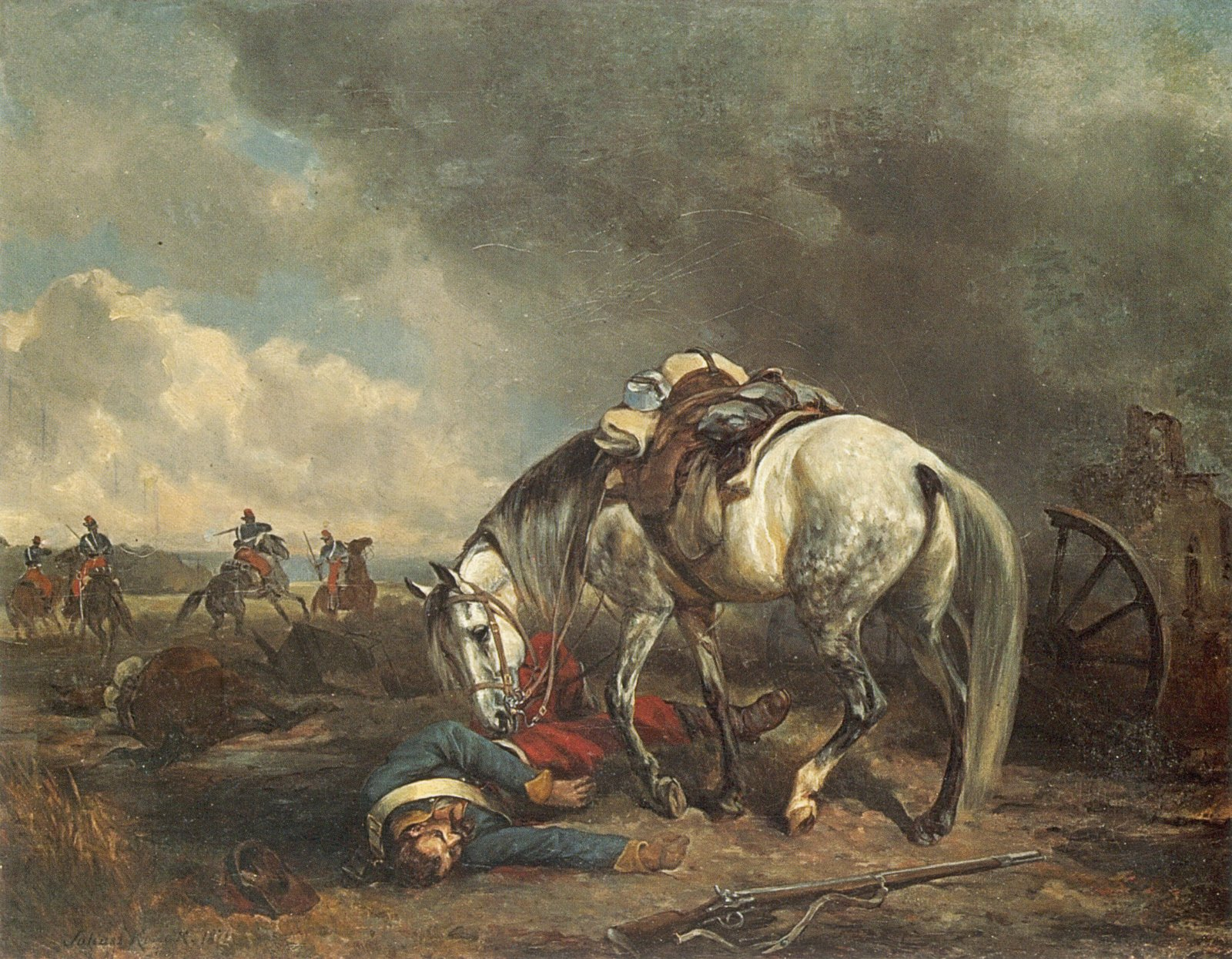
Faithful Companion
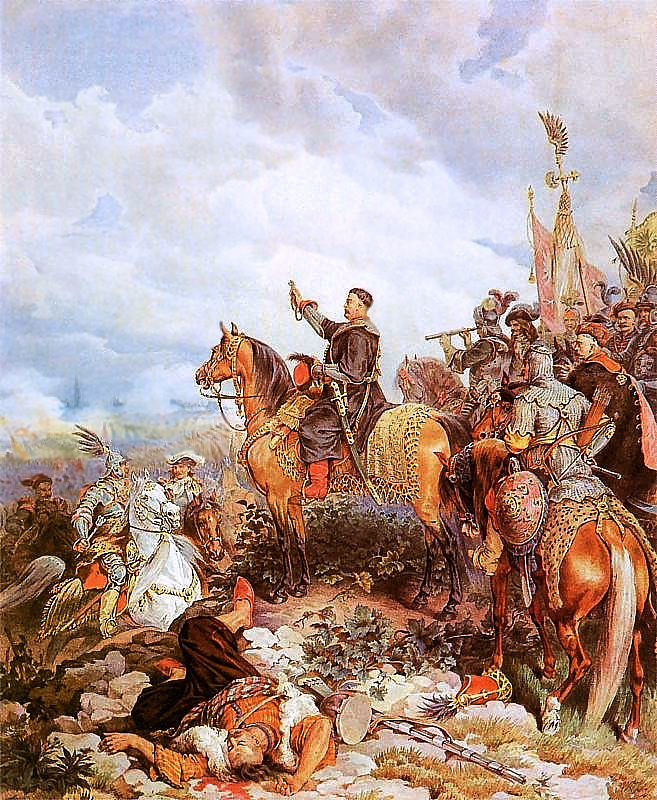
Rei João III Sobieski da Polonia, abençoando o ataque da Polaco contra os turcos na Batalha de Viena em 1683.
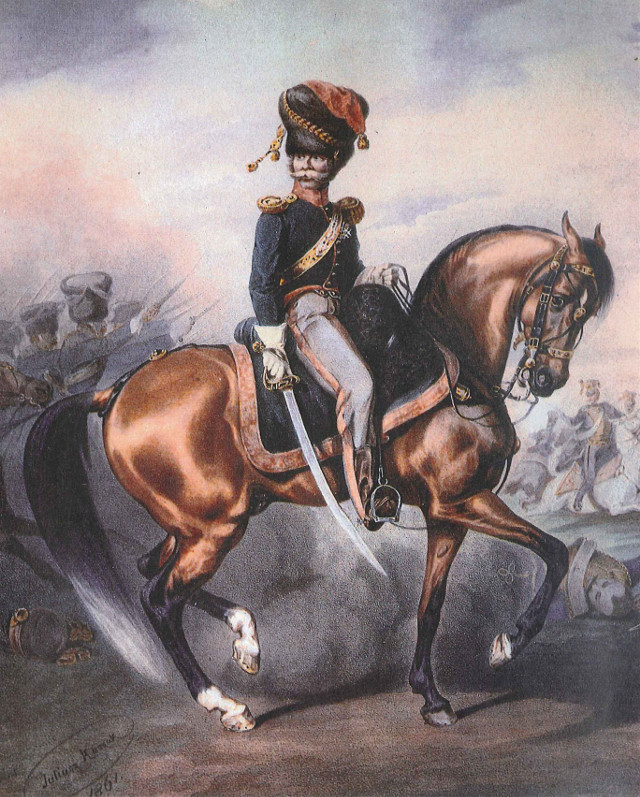
Berek Joselewicz
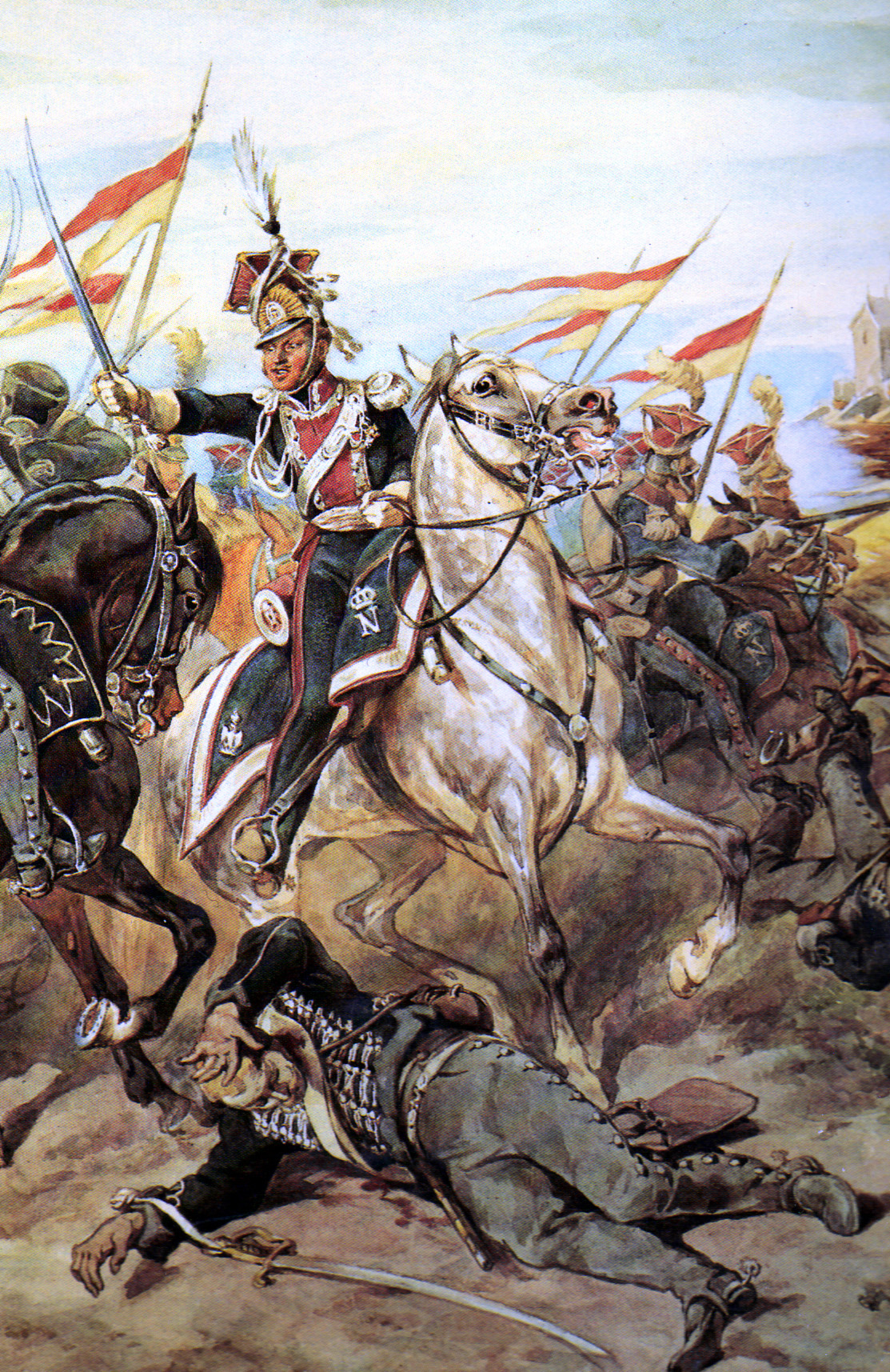
Legiões polonesas
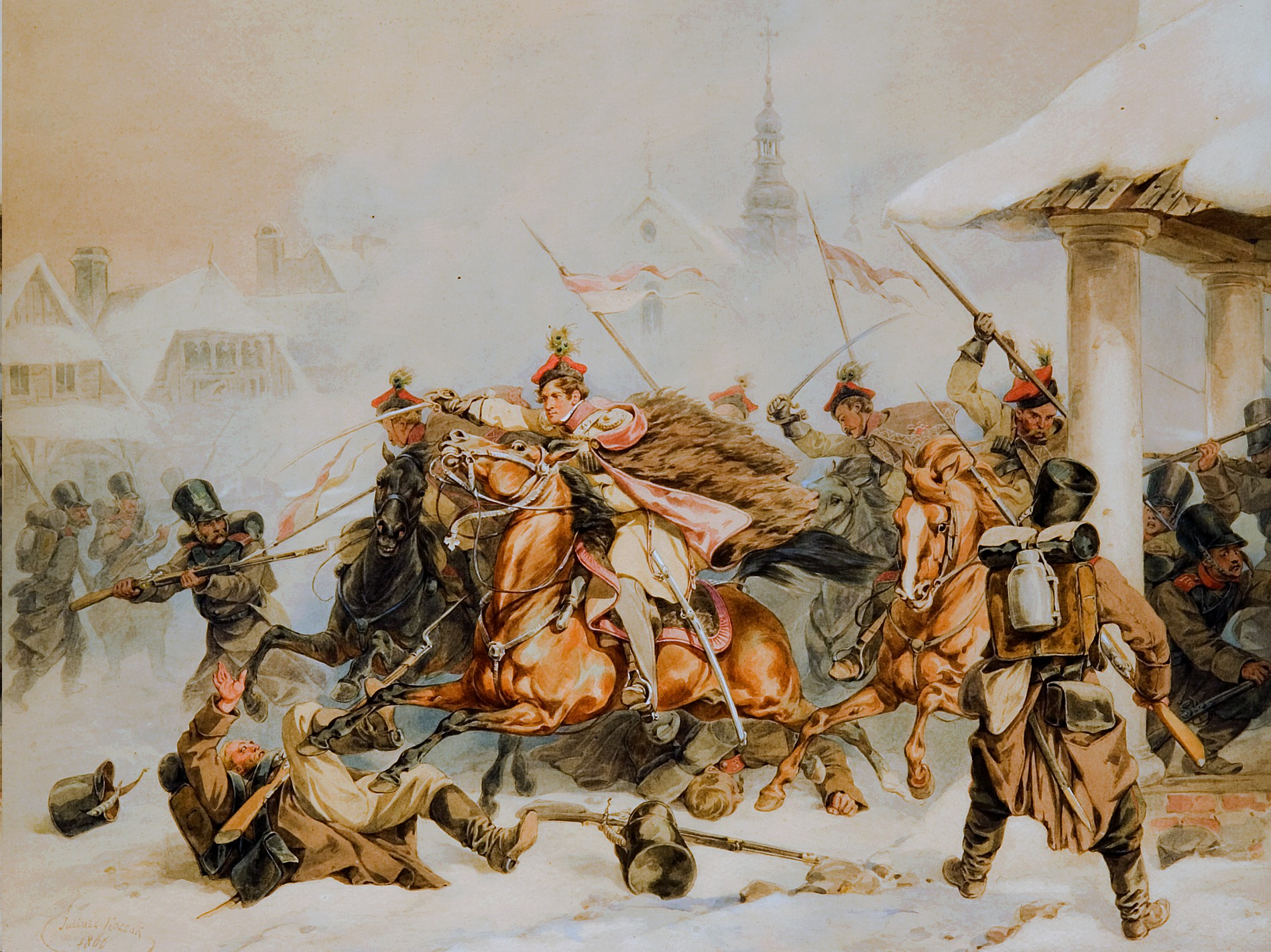
A Revolta da Cracóvia de 1846.